# 查逸超
查逸超，SBS，JP（？—），是香港註冊牙醫及修復齒科專科醫生，现任環境諮詢委員會主席及香港中文大學校董會主席。查逸超是長和集團前董事局主席李嘉誠的外甥，其四弟为香港企業家查毅超。

## 簡歷
查逸超1986年毕业于香港大学牙医学院，其后正式注册为香港执业牙医，2001年獲修復齒科專科资格。查逸超曾任美國西北大學教授及福田集團控股有限公司資深顧問。2020年獲香港特区政府頒發銅紫荊星章。2022年，獲委任為環境諮詢委員會主席及香港中文大學校董會主席，任内经历垃圾征费争议、中大換校徽風波和遴选中大新任校长盧煜明等事件。2025年獲香港特区政府頒發銀紫荊星章。